# Château de Monternano
Le château de Monternzno (en italien : Castello di Monternano) est un château médiéval situé dans la commune de Castellina in Chianti (province de Sienne) en Toscane,.
Réduit à l'état de ruines, il était l'un des châteaux les plus puissants du Valdelsa et grâce à l'abandon total dans lequel il est resté, c'est l'un des châteaux féodaux les plus intéressants du XIIe siècle en Toscane.

## Historique
Le château est mentionné depuis 1089, puis il devint plus tard un fief des comtes Guidi, fief confirmé par les empereurs Henri VI et Frédéric II, puis transmis à la famille siennoise Squarcialupi qui en fit le centre de leurs possessions. Il était une possession stratégique sur la frontière entre la république de Florence et la république de Sienne et contrôlait la Via Francigena. Lors d'une première confrontation, il subit d'énormes dégâts en 1201, puis en 1220. Le château fut reconstruit et les Squarcialupi le conservèrent jusqu'en 1254, date à laquelle il tomba aux mains des Florentins.
Les ruines du château de Monternano sont devenues la propriété de l'église paroissiale voisine  Sant'Agnese in Chianti. Le château n'a jamais été reconstruit. Sa position était parfaite pour des usages militaires, mais une fois terminées les guerres entre Florence et Sienne, sa position isolée et située au milieu des buissons faisait que presque personne ne venait vivre dans les environs.

## Galerie

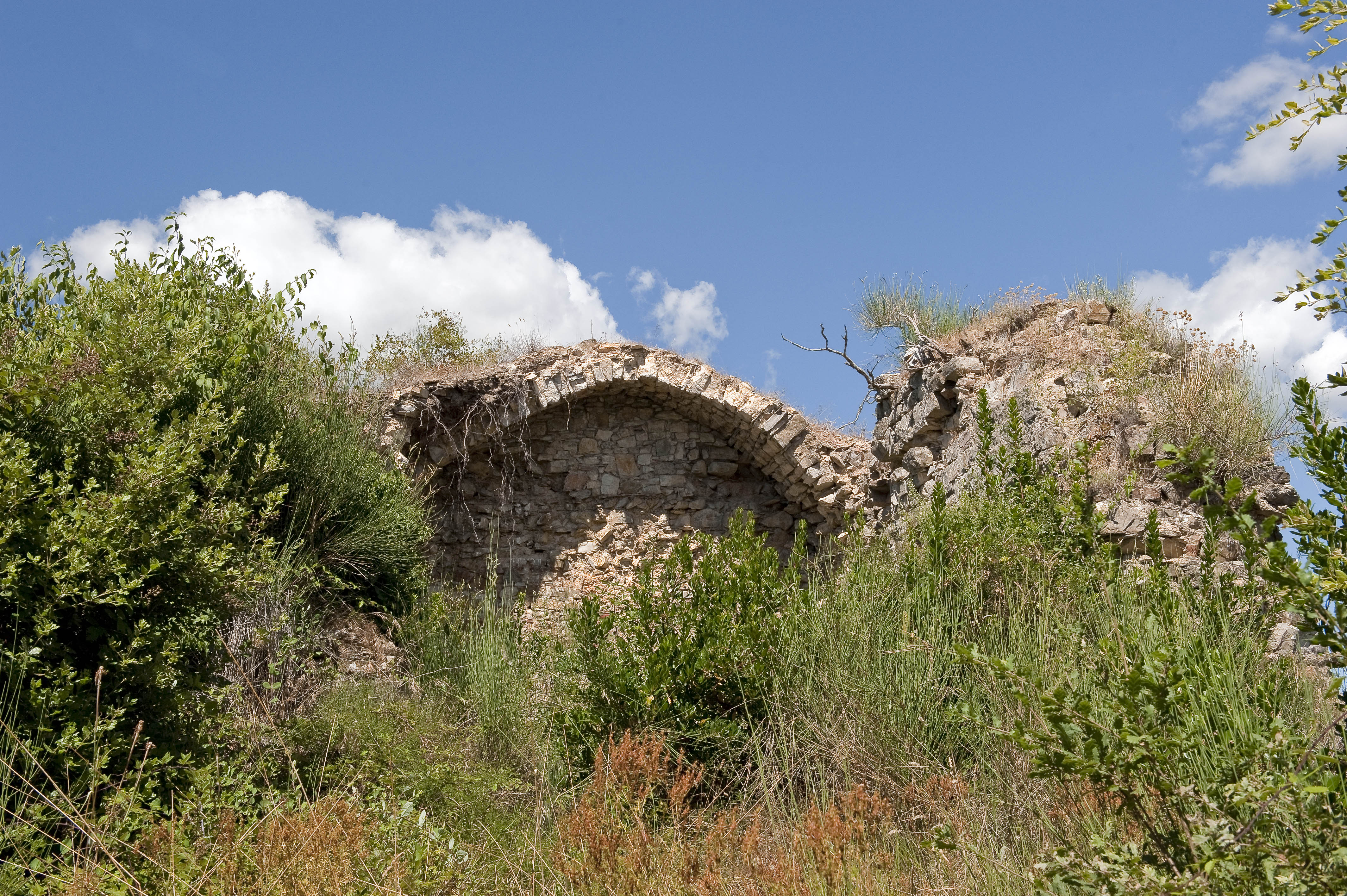
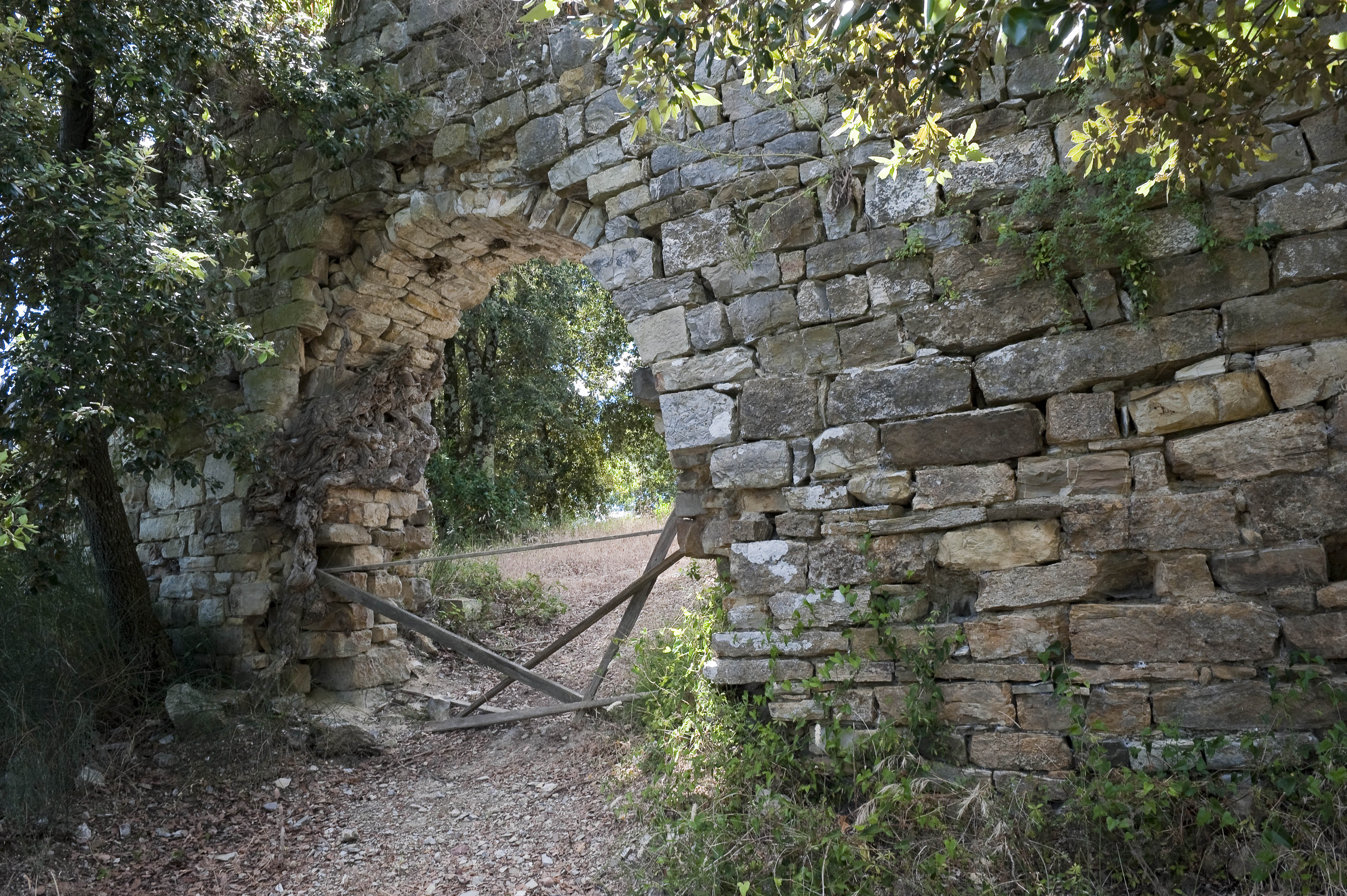